# Obične ljubavne pjesme
Obične ljubavne pjesme treći je studijski album zagrebačkog rock sastava Aerodrom, koji izlazi 1982.g. Nakon objavljivanja albuma Tango Bango,  Mladen Krajnik odlazi iz sastav u JNA, a Pađen preuzima ulogu glavnog vokala. Album se snima u Švedskoj, a producent je Tini Varga, koji ujedno svira gitaru i pjeva prateće vokale. Gost na saksofonu je Ufe Anderson, koji je puno godina surađivao sa sastavom ABBA. Na albumu se nalazi devet skladbi i donosi im najveći hit do tada "Obična ljubavna pjesma".

## Popis skladbi
1. "Obična ljubavna pjesma"
2. "Sutra bit će bolje"
3. "Za sve krive žene"
4. "Snovi"
5. "Kad je sa mnom kvari sve"
6. "Muški stroj"
7. "Ne mogu tako"
8. "Stranac"
9. "Odlazim"

## Izvođači
- Remo Cartagine - bas-gitara
- Jurica Pađen - gitare, vokali
- Branko Knežević - bubnjevi
- Zoran Kraš - klavijature

## Vanjske poveznice
- Službeni Instagram profil sastava
- Službeni Facebook profil sastava
- Službeni Youtube kanal sastava